# École nationale polytechnique de Constantine
Pour les articles homonymes, voir ENP et École polytechnique.
 (août 2014).
Si vous disposez d'ouvrages ou d'articles de référence ou si vous connaissez des sites web de qualité traitant du thème abordé ici, merci de compléter l'article en donnant les références utiles à sa vérifiabilité et en les liant à la section « Notes et références ».
L'École nationale polytechnique de Constantine est un établissement d'enseignement supérieur situé à Constantine et chargée de former des ingénieurs polyvalents dans les domaines du Génie mécanique, Génie  des procédés et Génie électrique.

## Diplôme et formation
Les cursus proposés conduisent diplômes d’ingénieurs et de masters .
Les formations d'ingénieurs proposées sont :
- Génie Électrique :
  - Électrotechnique..
  - Automatique.

- Génie Mécanique:
  - Énergétique.
  - Construction Mécanique.

- Génie Des Matériaux:
  - Matériaux Avancés.
  - Céramiques Techniques.

- Génie des Procédés:
  - Génie de L’environnement.
  - Génie Pharmaceutiques.